# آدم أوبالسكي
آدم أوبالسكي (بالبولندية: Adam Opalski) هو طبيبُ أعصابٍ وأخصائي أمراض أعصاب بولندي. وُلد في 26 نوفمبر 1897 بمدينة أولكوس [الإنجليزية] وتوفي في 3 نوفمبر 1963 بمدينة وارسو.
يُعرف آدم لوصفه نوعًا معينًا من الخلايا الدبقية المتغيرة (يشار إليها حاليًا باسم خلايا أوبالسكي)، والتي تتطور في الدماغ المصاب بداء ويلسون.